# 圭亞那 (1966年—1970年)
圭亞那（英語：Guyana）是今日圭亞那合作共和國的前身，是一個存在於1966年和1970年之間的獨立國家。
英國在圭亞那的统治结束於1966年5月26日，當時英國通過《1966年圭亞那獨立法》给予圭亞那獨立，把英屬圭亞那轉化成一個獨立的英聯邦王國或自治領，一個由伊丽莎白二世出任圭亞那女王的君主立憲制主权国家。國王在憲制中的角色主要是委托给圭亞那總督。以下是曾經在任的總督：
1. 理查德·盧伊特爵士（英语：Richard Luyt）（1966年5月26日–1966年12月16日）
2. 大衛·羅斯爵士（英语：David Rose (Guyanese politician)）（1966年12月16日–1969年11月10日）
3. 愛德華·勒考爵士（英语：Edward Luckhoo）（1969年11月10日–1970年7月1日）

伊丽莎白二世在擔任圭亚那女王期间並没有居住或访问過圭亚那。
圭亚那共和国於1970年2月23日誕生，成为一个英联邦内的共和国。
福布斯·伯纳姆在这个期间出任圭亚那的总理（和政府首脑）。
廢除君主制以後，前总督愛德華·勒考爵士暂时成为第一任圭亚那總統。